# 氢化锌
氢化锌（化学式：ZnH2）是二价锌生成的氢化物。

## 性质
白色非挥发性固体，贮存时发生分解变灰。可以聚合。有明显的共价键化合物特性。
蒸汽中存在直线型的 ZnH2 分子，键长 153.5 pm。
易被空气氧化，甚至着火。可以被水分解放出氢气，遇酸剧烈分解。不溶于乙醚。真空中高于80℃时分解为锌和氢。在醚中乙硼烷使它转变为硼氢化锌（Zn(BH4)2）。

## 制取
1、在乙醚溶液中，由二甲基锌和氢化铝锂反应，得到白色沉淀，用乙醚洗涤，加热至50℃，除去乙醚而得。
{\displaystyle {\rm {\ Zn(CH_{3})_{2}\ +\ 2LiAlH_{4}\ {\xrightarrow[{0^{o}C}]{Et_{2}O}}\ ZnH_{2}\ +\ 2LiAlH_{3}CH_{3}}}}
2、碘化锌与氢化铝锂低温在乙醚中反应而得：
{\displaystyle {\rm {\ 2ZnI_{2}\ +\ LiAlH_{4}\ {\xrightarrow[{-40^{o}C}]{Et_{2}O}}\ 2ZnH_{2}\ +\ LiI\ +\ AlI_{3}}}}
3、由碱金属氢化物与卤化锌反应制备：
{\displaystyle {\rm {\ 2LiH\ +\ ZnBr_{2}\ \rightarrow \ ZnH_{2}\ +\ 2LiBr}}}
{\displaystyle {\rm {\ 2NaH\ +\ ZnI_{2}\ \rightarrow \ ZnH_{2}\ +\ 2NaI}}}
于1947年由 Finholt 等首次制得。 熔融锌中只能溶解极少量氢，因此从300℃起到锌的熔点，锌与氢并不发生直接的反应。

## 用途
有机合成中用作还原剂。